# Исиба, Сигэру
Сигэру Исиба (яп. 石破 茂 Исиба Сигэру, род. 4 февраля 1957) — японский политический деятель, председатель Либерально-демократической партии (ЛДП) с 27 сентября 2024 года и премьер-министр Японии с 1 октября 2024 года. До 2011 года входил в Хэйсэй-Кэнкюкай — партийную фракцию ЛДП, возглавляемую Фукусиро Нукагой. Занимал посты министра обороны и министра сельского хозяйства. В 2012—2014 годах занимал должность генерального секретаря ЛДП. На выборах нового председателя ЛДП в 2024 году победил во втором туре Санаэ Такаити как более умеренный кандидат.

## Биография

### Ранние годы
Сигэру Исиба родился 4 февраля 1957 года в префектуре Тоттори в регионе Тюгоку, недалеко от провинции Тиёду — в 5 км от центра Токио, губернатором которой в 1958 году стал его отец Дзиро Исиба, до этого занимавший различные государственные должности. Его мать была учительницей и внучкой христианского министра Мичитомо Канамори. Сигэру Исиба вырос и учился в школе в префектуре Тоттори. После окончания средней школы при Университете Тоттори он переехал в старшую школу Кэйо, а затем изучал право в Университете Кэйо в Токио. По окончании учёбы в университете в 1979 году он начал работать в банке Mitsui.
Трагедией Исибы стала смерть отца в 1981 году, когда Сигэру было 24 года. Бывший премьер-министр Какуэй Танака, который был другом его отца, был председателем похоронного комитета и призвал Исибу стать политиком, чтобы продолжить дело своего родителя.

### Политическая карьера
С 2002 по 2004 год возглавлял Управление национальной обороны. На этом посту перед визитом министра обороны РФ Сергея Иванова две ночи не спал, чтобы успеть собрать пластиковую модель авианесущего крейсера «Адмирал Кузнецов».
С 26 сентября 2007 по 1 августа 2008 года Исиба занимал пост министра обороны в правительстве, возглавляемом Ясуо Фукудой. Исиба стал вторым после Нобутаки Матимуры членом кабинета Фукуды, который заявил, что верит в существование НЛО.
В 2008 году Исиба баллотировался на пост президента ЛДП, но проиграл Таро Асо. 24 сентября 2008 года Исиба был назначен министром сельского хозяйства.
В 2012 году Исиба повторно баллотировался на пост президента ЛДП, но снова проиграл. 27 сентября 2012 года он был назначен генеральным секретарём ЛДП.
В ноябре 2013 года Исиба заявил, что протесты против проекта закона о государственной тайне, являются «актами терроризма».

### Премьер-министр Японии
В августе 2024 пода премьер-министр Фумио Кисида сообщил, что решил не выдвигаться на второй срок на выборах главы ЛДП в сентябре. Перед этим ЛДП столкнулась со скандалом в связи с махинациями её функционеров с партийными средствами. На выборах главы партии 27 сентября 2024 года победил Исиба. 1 октября 2024 года парламент Японии избрал его премьер-министром.
После неудовлетворительных результатов ЛДП на выборах в Палату советников 2025 года ряд видных деятелей партии призвал Исибу взять на себя ответственность за потерю коалицией большинства в обеих палатах парламента, однако, он отказался уходить с поста главы правительства страны, сославшись на недопустимость образования «политического вакуума» на фоне рекордного роста инфляции и переговоров с США.